# Seemannsgrab

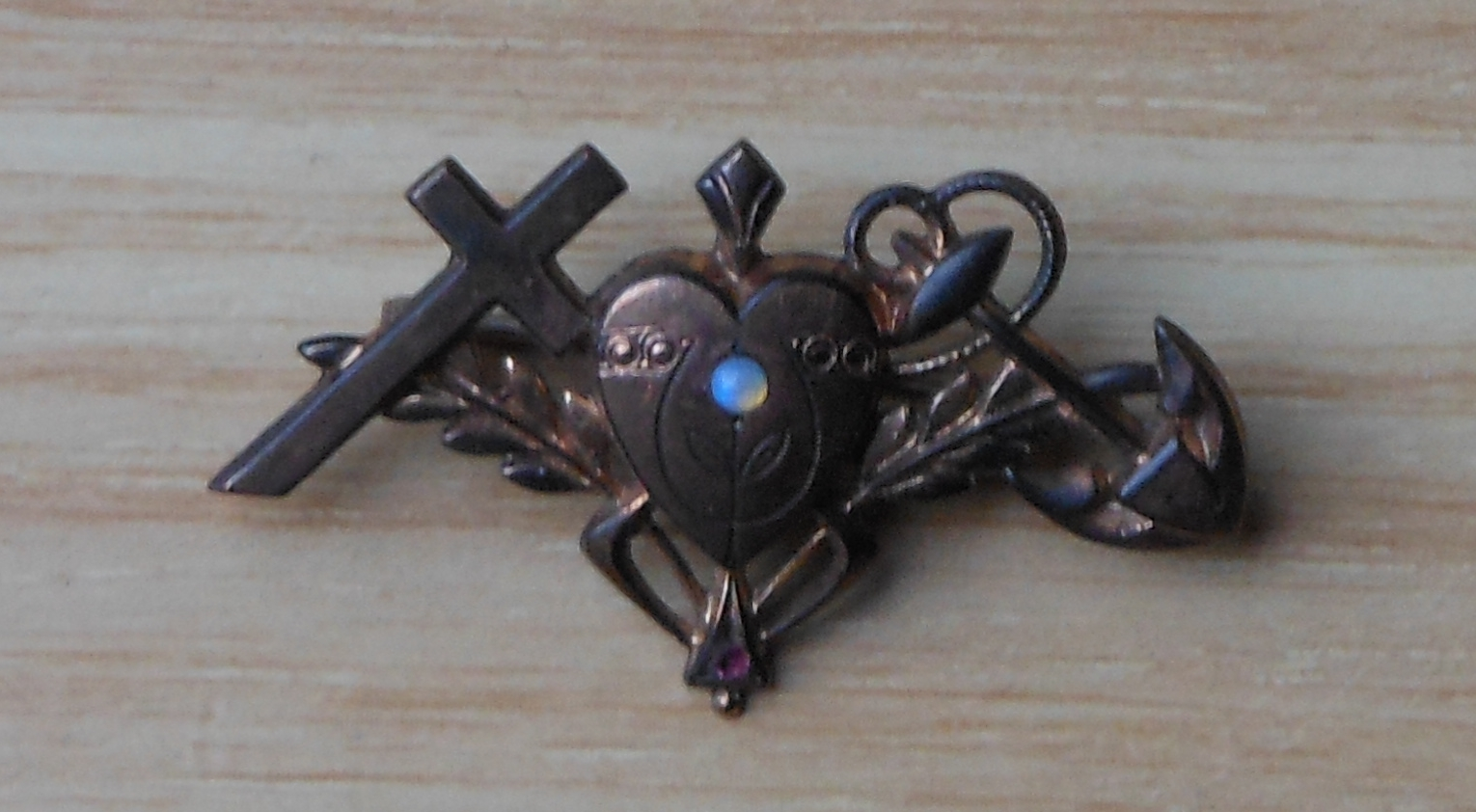
Seemannsgrab, hier auf einer Brosche

Das Seemannsgrab ist ein aus Kreuz, Herz und Anker zusammengesetztes Motiv der christlichen Ikonographie. Kreuz, Herz und Anker symbolisieren die insbesondere aus dem ersten Brief des Paulus an die Korinther (1 Kor 13,13 ) bekannten christlichen Tugenden Glaube, Liebe und Hoffnung. Das Motiv findet vor allem für Anhänger, Broschen und Tätowierungen Verwendung.

## Beispiel
- Grabmal Albin Müller